# Bassozetus robustus
Bassozetus robustus är en fiskart som beskrevs av Smith och Radcliffe, 1913. Bassozetus robustus ingår i släktet Bassozetus och familjen Ophidiidae. IUCN kategoriserar arten globalt som livskraftig. Inga underarter finns listade.